# Amras
Amras är en fiktiv karaktär i J.R.R Tolkiens bok Silmarillion. Han var tvillingbror till Amrod och tillsammans var de Fëanors och Nerdanels yngsta söner. Båda ärvde rött hår (antagligen mörk rött) från deras morfar Mahtan, i stället för Fëanors svarta hår.
Amras fadernamn i quenya var Telufinwë, "Siste Finwë", eftersom han var Fëanors sista son. Hans modersnamn var ursprungligen Ambarussa ("toppigt-rödbrun", med hänvisning till hans röda hår), vilket var samma mordersnamn som hans tvillingbror fick. Men Fëanor insisterade på att hans tvillingsöner borde ha olika namn och Nerdanel kallade Amras sedan för Umbarto, "den dömde". Hans far, som var besvärad för namnet, ändrade det till Ambarto. Men i alla fall så kallade båda tvillingarna varandra för Ambarussa.
Men "Umbarto" visade sig vara ett profetiskt namn, eftersom Amras var dödad utan avsikt i ett svanfartyg i Losgar, när hans far beordrade dem att bränna alla svanfartygen som låg dockade i Losgar.